# Lijst van circussen
Hieronder staat een lijst van circussen, circusclubs, circusscholen en circusgezelschappen.
Dit overzicht is mogelijk incompleet; u kunt helpen door het uit te breiden.

## Circussen

### Internationaal reizend
- Russische Staatscircus
- Gebruder Knie Allerhande dressuur
- Cirq'ulation Locale Cross-over-circusgezelschap
- cirQue de la lune entresort
- Cirque du Soleil Wereldwijd Canadees Circusgezelschap
- Circus Ronaldo
- Cirqu' El Zino
- Circus Renz Berlin
- Circus Sarassani

### België
Circussen in België:
- Circus De Kock, Brussel
- Circus Barones
- Wiener Circus
- Circus Alexandre Bouglione
- Circus Bavaria
- Moscow Star Circus
- Circus Samuel Pauwels
- Circus Pipo
- Circus Pepino
- Circus Picolini
- Circus Ronaldo
- Circus Tetam
- Patatje & Charlie's comedy circus

### Nederland
Circussen in Nederland
- Circus Theater Fantasia opgericht in 2003. Combineert Thematisch Circus met Theater.
- Magic Circus
- Cirque Moustache - Opgericht in 2013.
- Circus Bolalou
- Circus Salto
- Circus Franz Renz International
- Circus Renz Berlin
- Circus Arena - Opgericht in 1959 te Amsterdam door Herman van der Vegt sr nadat zijn vader Arnoldus Nicolaas van der Vegt,  oprichter van het Nederlands Circus Renz, in 1955 was overleden. Het Circus Arena kwam voort uit de oude Circuskiosk / variété theater ("Theater Arena Circus Varieté") waar Arnoldus Nicolaas van der Vegt en Vrouw Johanna van der Vegt mee hadden gereisd. Het circus is speciaal gericht op de jeugd, en geeft hoofdzakelijk middagvoorstellingen.
- Circus Bongo - Tweede generatie van de familie Diks die een klein circus met entourage van gerestaureerde oude woonwagens meevoert. Dochter Tamara nam de functionele leiding van het circus over van haar ouders Ben en Tine Diks. Het circus richt zich tegenwoordig nog voornamelijk op tentenverhuur.
- Magic Circus - Het Nederlands Stadscircus. Het oudste Nederlandse tentcircus (1987) dat nog jaarlijks een volledig seizoen op reis is én het modernste. Magic Circus bezoekt alle wijken van Amsterdam en alle andere grote steden en biedt meer dan sec entertainment. Zo bevorderen ze de sociale cohesie en leefbaarheid in stadswijken. De voorstelling is theatraal, acts lopen vloeiend in elkaar over en waar men altijd met kleine dieren werkte is de voorstelling in 2022 geheel zonder dieren.
- Circus Royal - Circus Royal is het oudste familiecircus van Nederland. Eerst reisde Circus Royal, daarna werd het een vast wintercircus in thuishaven Dordrecht. Joop Teuteberg en zijn eerste vrouw Marianne waren als Los Gino's internationaal bekende artiesten. Nu organiseert zoon Tonie Teutebeurg samen met zijn vrouw Priscilla Teuteberg jaarlijks het Dordts Wintercircus Royal, een circus van zeer hoog niveau dat bezoekers uit het hele land trekt.
- Circus Freiwald - Na het beëindigen van de samenwerking met Rogier Schol startte de familie Freiwald in 2009 haar eigen onderneming. In het eerste jaar maakte men naast een campingtournee ook een tournee langs kleine steden en dorpen. Van 2020 t/m 2022 lag het circus stil als gevolg van de Coronacrisis. De familie organiseert ook het Kerstcircus Nijmegen en enkele jaren het Limburgs Kerstcircus in Sittard-Geleen.
- Circus Harlekino - In 1989 opgericht door Peter Verberk, reist tijdens de zomervakantie vooral langs de Nederlandse recreatieparken in Noord en Oost Nederland. Ieder jaar een nieuw internationaal programma met clowns, acrobaten en dieren. Buiten het seizoen tentverhuur. De laatste jaren neemt Verberk's kleinzoon Kevin van Geet steeds meer taken waar, zoals publiciteit en communicatie. Van Geet is ook spreekstalmeester, buiten het seizoen van Harlekino de Nederlandstalige spreker van buitenlandse circussen en organisator van het Kerstcircus Etten-Leur en het Nieuwjaarscircus in Tilburg.
- Circus Bavaria - Opgericht door Bart de Vrind. Dit rood-gele circus fleurde jaarlijks vele Nederlandse pleintjes op. Programma met kleindieren, acrobaten en clowns. Programma vooral gericht op kinderen. Het circus toert niet meer een heel seizoen en beperkt zich tot sporadische optredens en uitkopen.
- Circus Zanzara - Eigenzinnig klein familiecircus dat voorstellingen maakt met een mix van theater, circustheater,  straattheater en variété.

#### Voormalige circussen
- Circus Aladdin - Dit circus reisde van 1983 tot en met 2001. Het circus werd opgericht door Ben Tertoole en Frits de Vries, destijds bekend als de Berdini's. Van 1978 tot en met 1982 waren zij werkzaam bij het Circus Renz van Nol en Marina van de Vegt (de ouders van Herman Renz). Tot 1991 vormden Ben en Frits de directie. Daarna kwam Wim den Otter en eind jaren '90 werd de zaak verkocht aan de familie Lanza. Ten tijde van de MKZ-crisis in 2001 stopte het circus.
- Circus Althoff - Een circus dat vooral bekend werd door de gastoptredens van clown Bassie in 2004. Verder bevat(te) het programma een koeiendressuur, elastieke vrouwen, acrobaten, muzikale clowns en in 2005 was hun circusthema 'Spanje'. Directeur Alberto Althoff is een zoon van dompteur Bubi Althoff. Dit circus organiseerde ook sinds 2008 het Groot Kerstcircus Zeeland in Vlissingen. Circus Althoff is failliet gegaan en ook de doorstart als Circus Renaissance was geen financieel succes.
- Circus Bassie en Adriaan - Groots circus gefinancierd en opgericht door Joop van den Ende en TROS, waarin Bassie en Adriaan de hoofdfiguren waren. Het circus toerde gedurende de jaren 80, verspreid over 3 periodes door Nederland en België.
- Circus Toni Boltini - Groot circus van 1945 - 1980 - Boltini had een tent laten maken die plaats bood aan 7000 bezoekers - Het circus bereikte zijn hoogtepunt tussen 1960 en 1980.
- Circus Piste - Opgericht door Willem en Hennie Boekschoten in 1971. Na het overlijden van Willem Boekschoten heeft Circus Piste vele andere namen gehad. Uiteindelijk is het Magic Circus geworden. Patrick Boekschoten is als zoon van Willem en Hennie nog steeds werkzaam bij Magic Circus.
- Circus Herman Renz - Het circus droeg de naam van de in 1996 overleden circusdirecteur Herman van der Vegt. De directie werd na 1996 gevormd door de familie Ronday - Olivier, voortgekomen uit de artiesten die met een 'noodplan' het circus redden na de dood van hun directeur. In 2015 ging het circus failliet.
- Circus Belly Wien - Circus uit Oostenrijk van de familie Zinneker dat enige jaren in Nederland toerde. Het circus presenteerde een klassiek circusprogramma met vele dieren, zoals een giraffe, tijgers, paarden, zebra's, kamelen en lama's, olifanten. Later zou men onder de naam Circus Maximum gaan reizen i.s.m. Kevin van Geet.
- Circus Rigolo Klassiek kleincircus, dat als enige nog de Amsterdamse Nieuwmarkt bespeelde.
- Groot Russisch Staatscircus onder leiding van de familie Smitt, reisde vooral in Duitsland en organiseerde jaarlijks het kerstcircus Den Haag.
- Staatscircus van Moskou-Holiday Na jaren als 'Staatscircus van Moskou' met voornamelijk Russische artiesten te hebben gereisd, reist het circus van Hans Martens weer meer zijn oude circus Holiday, met nog veel artiesten van Russische komaf maar ook Nederlandse artiesten. Dieren worden gepresenteerd door Mario Masson (tijgers en olifant) en Sandrine Beautour (paarden en honden)
- Circus Strassburger was tot 1960 een Europees circus opgericht in Duitsland door een Joodse circusfamilie, dat vanaf de Tweede Wereldoorlog Nederland als thuisbasis kreeg. Vanaf 1941 trad het circus op in theater Carré en het Circustheater te Scheveningen.
- Circus Witova - circus van 'buitenstaanders', het minicircus van Harm en Dini Witteveen, voorheen onderwijzers, een kleine eenmasttent met een miniprogramma. Is de laatste jaren meer gericht op projecten met kinderen in plaats van rondreizen.
- Circus Sijm was een klein Nederlands circus. Het circus beschikte over een tent met 300 zitplaatsen en gaf jaarlijks voorstellingen in de periode van maart tot en met november. In 2020 verkocht Alex Sijm zijn materiaal en Wintercircus aan de Duursma Groep van kermisman René Duursma. Alex Sijm startte een nieuwe carrière als motivatietrainer en spreker.
- Wintercircus Martin Hanson - Dit wintercircus, dat sinds 1979 tot 2018 van eind november tot eind januari langs theaters en schouwburgen reisde, wordt geleid door Martin Hanson en later door zijn dochter Arlette Hanson. Het internationale programma werd elk jaar nieuw samengesteld. Een Nederlands circusorkest verzorgde de livemuziek.

## Circusscholen

### België
- Aarschot, Joker Academie
- Antwerpen, Kayfou
- Antwerpen, Ell Circo D'ell Feugo
- Bilzen, Circus Paljasso
- Brussel, École de Cirque de Bruxelles
- Brussel, École Superieure des Arts du Cirque
- Brussel, Espace Catastrophe
- Brugge, Oostende, Kortrijk, Roeselare[3]
- Gent Circusplaneet[4]
- Ieper
- Kortrijk, Circusclub ‘De Skjève Smeete’
- Kortrijk, Circus De Sven
- Leuven, Cirkus in Beweging
- Mechelen, Circolito
- Roeselare
- Diest, TWIST circus- en dansatelier
- Tienen, SALTO
- Herentals, Turnhout, Locorotondo

### Nederland
- Amersfoort Circus Amersfoort
- Amsterdam Circus Elleboog
- Amsterdam Circus Kristal
- Amsterdam Circuswerkplaats Boost
- Almere Circusschool Balans
- Arnhem Circus Theaterschool Poehaa
- Assen Jeugdcircus Bombari
- Badhoevedorp Jeugdcircus Acrobatico
- Barendrecht Jeugdcircus Circuskunst
- Breda Jeugdcircus Woenzini
- Den Haag Circaso, circuswerkplaats Den Haag
- Delft CircusKabel
- Eindhoven Circus Sim Sala Bim
- Etten-Leur Jeugdcircis Circuskunst
- Geldermalsen Jeugdcircus Pippin
- Goes Jeugdcircus Hogerop
- Goor Jeugdcircus Caroly
- Groningen Jeugdcircus Santelli
- Haaren Jeugdcircus Il Grigio
- Haaren Jeugdcircus De acrobaar
- Helmond Varietéshow Jacona
- 's-Hertogenbosch Jeugdcircus Bon Bourgon
- Hulst Jeugdcircus Reinardi
- Klazienaveen Jeugdcircus Carantelli
- Leeuwarden Jeugdcircus Saranti
- Leeuwarden Circusschool De Hoogte
- Leiden Jeugdcircus Miloco
- Meppel Kindercircus Okidoki
- Nijmegen Circusschool Grote Broer
- Nijmegen Jeugdcircus Waaghals
- Oldenzaal Jeugdcircus Tubantino
- Oldenzaal Circusgroep TwoB
- Oosterhout Jeugdcircus Circuskunst
- Oudenbosch Jeugdcircus Don Bosco
- Pijnacker Circus Kwibus
- Purmerend Jeugdcircus Shamballa
- Rotterdam Circus Rotjeknor
- Rotterdam Circus MiX
- Tilburg Jeugdcircus Allez-Hop
- Tilburg Jeugdcircus Bon Bourgon
- Utrecht Circus Jopie
- IJsselstein Circus AdieJos
- Wageningen: CircusTheaterschool Poehaa
- Zaanstad Jeugdcircus Shamballa
- Zoetermeer Circus Nevermind
- Zwolle Circusgroep TwoB
- Zwolle: Circus Pavarini
- Circus Tijdgeest

## Circusverenigingen

### België
- Belgische Circus Associatie (BCA-ABC) Association Belge du Cirque
- Vlaams Centrum voor Circuskunsten vzw (Circuscentrum)
- European Circus Association (ECA)

## Circusgezelschappen

### België
Circusgezelschappen in België:
- Collectif Malunés
- Circus De Sven (circusshows - goochelshows - straattheater -  circusworkshops)